# Östkordiljäran
Östkordiljäran (spanska: Cordillera Oriental) är en bergskedja i Colombia. Det är den östligaste av tre huvudgrenar av Anderna i Colombia och skiljs från Centralkordiljäran av Magdalenaflodens dalgång.
Colombias huvudstad Bogotá ligger på en högplatå 2 600 meter över havet i Östkordiljäran. 
I låglandet öster om bergskedjan förekommer en fuktig savann som avvattnas av floderna Amazonas och Orinoco samt deras bifloder. Den breda dalgången på västra sidan som avvattnas av Magdalenafloden är däremot ganska torr. Östkordiljäran är den bredaste av Colombias tre stora bergskedjor. Mellan de höga och snötäckta bergstopparna ligger flera breda sänkor. Sänkorna är vanligen fyllda av vulkaniska bergarter som är täckta av gräs. Dessutom utgör flera insjöar goda förutsättningar för människans samhällen. Vid några enstaka bergstoppar förekommer glaciärer.
I norr övergår bergskedjan i två bergskedjor, Perijábergen i nordväst och Méridabergen i nordöst, på varsin sida av Maracaibosänkan.
Bergskedjans högsta punkt är Ritacuba Blanco som ligger 5 410 meter över havet.